# Firestorage
firestorage（ファイヤーストレージ）は日本のロジックファクトリー株式会社が提供しているオンラインストレージサービスである。
オンラインストレージとローカルにあるコンピュータとの間でデータの共有を可能とする。

## 概要
firestorageは、2008年にサービスを開始。2012年5月に写真の管理・共有を可能にするphotostorageを、2012年6月に海外版firestorageをスタート。

## 機能
未登録でも利用可能で、TOPページからファイルのアップロード可能である。
アップロード後に表示されるダウンロードURLを共有することにより、他人とファイルの共有が可能になる。
なお、会員登録してアップロードしたファイルは「ファイル一覧」に追加され、削除やダウンロードURLの確認を行うことができる。
その他の機能として、ストレージ保存、ファイルグループ、メールグループ等がある。